# 萊伊湖
46°28′59″N 9°27′18″E / 46.483°N 9.455°E

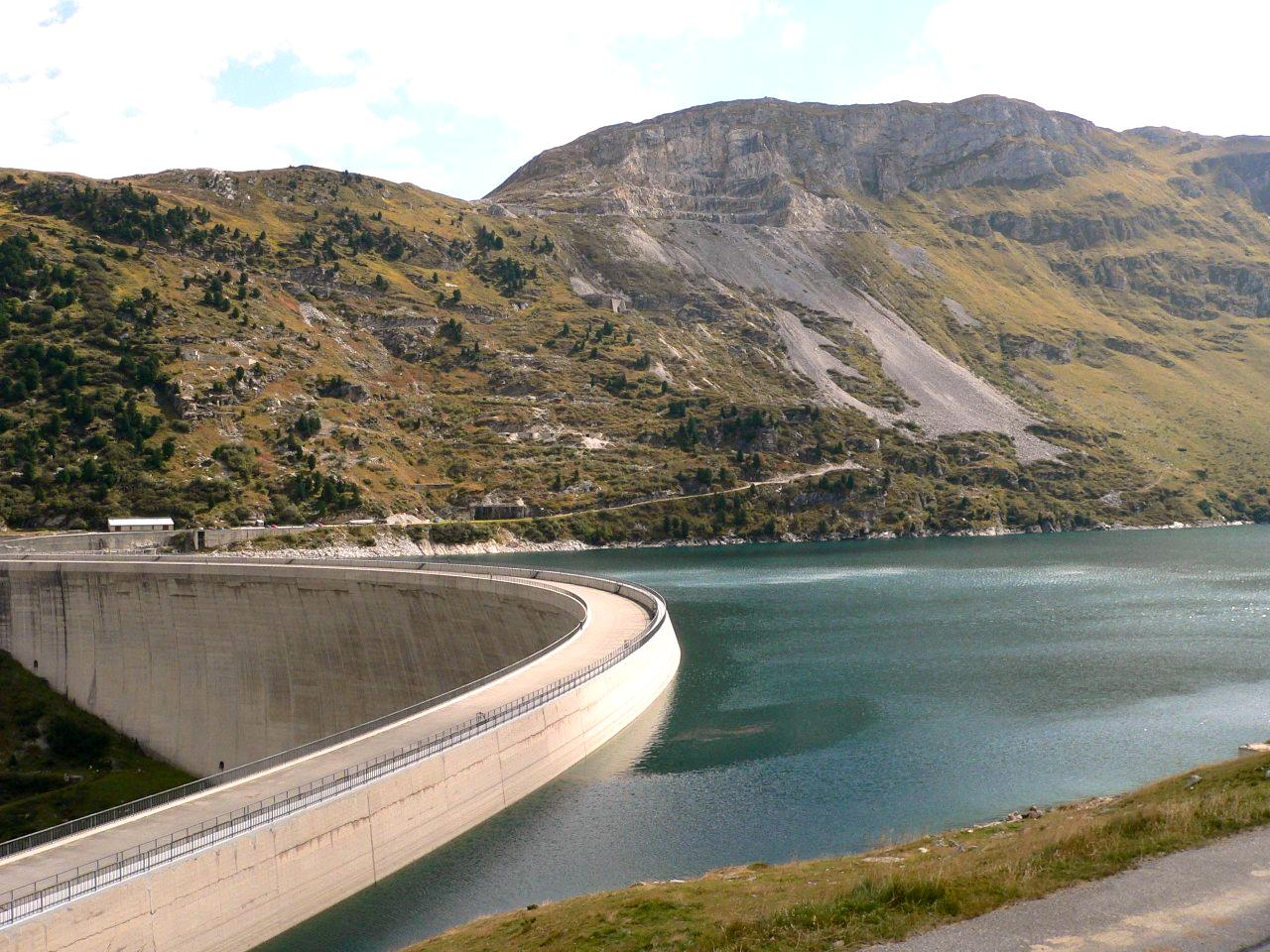

萊伊湖是歐洲中南部的湖泊，位於瑞士和意大利的接壤邊境，長7.7公里，面積4.12平方公里，集水區面積46.5平方公里，海拔高度133米，海拔高度1,931米，蓄水量1.97億立方米。

## 外部連結
- KHR: Valle di Lei: Der Rhein entspringt auch in Italien （页面存档备份，存于） （德文）
- KHR: Valle di Lei: il Reno è anche un po' italiano （意大利文）